# Peyrefitte-du-Razès
Peyrefitte-du-Razès település Franciaországban, Aude megyében. Lakosainak száma 54 fő (2022. január 1.). Peyrefitte-du-Razès Corbières, Courtauly, Escueillens-et-Saint-Just-de-Bélengard, Monthaut, Pomy és Val-de-Lambronne községekkel határos.

## Népesség
A település népessége az elmúlt években az alábbi módon változott:
| Lakosok száma | 77   | 46   | 44   | 47   | 42   | 43   | 48   | 52   | 53   | 54   |
|               | 1968 | 1982 | 1990 | 2006 | 2013 | 2015 | 2017 | 2019 | 2020 | 2022 |